# Шелков, Борис Алексеевич
Борис Алексеевич Шелков — советский хозяйственный, государственный и политический деятель.

## Биография
Родился в 1925 году в Москве. Член КПСС с 1951 года.
С 1942 года — на хозяйственной, общественной и политической работе. В 1942—1985 гг. — электромонтёр, помощник машиниста, машинист, бригадир, заместитель начальника, начальник локомотивного депо Москва, заместитель начальника локомотивной службы Северной железной дороги, 1-й заместитель председателя, председатель Куйбышевского райисполкома, заместитель председателя Московского горисполкома, начальник Главного управления метрополитенов, заместитель министра путей сообщения СССР по кадрам.
Делегат XXII съезда КПСС.
Умер в Москве в 1985 году.